# Verishen
Verishen è un comune dell'Armenia, situato nella provincia di Syunik. La sua popolazione nel gennaio del 2010 era di 2 532 abitanti.